# Elias Nathusius
Elias Nathusius (* 1628 in Gießmannsdorf bei Naumburg am Queis; † 29. November 1676 in Leipzig) war Kantor an der Leipziger Nikolaikirche und Magister der Philosophie.

## Leben
Nathusius war der Sohn des Kantors Jeremias Nathusius (* um 1590) und ein Neffe dessen älteren Bruders Elisäus Nathusius (* ebenfalls um 1590). Da sein Vater Jeremias als Kantor in Lübben und wahrscheinlich auch in Priebus in ärmlichen Verhältnissen lebte, wurde Elias Nathusius bereits als Kind zu seinem Onkel Elisäus, einem angesehenen Schulmeister und Rektor in Lübben gegeben.

### Ausbildung
Nathusius besuchte Schulen in Lübben, Görlitz und Lauban sowie das Gymnasium in Bautzen. Mit einem Stipendium der Stadt Leipzig studierte er von 1648 bis 1652 an der dortigen Universität. Er war Schüler der Professoren Heinrich Müller, Friedrich Leibnütz, Johannes Hornschuch, Andreas Rivinus, Gottfried Schlüter, Johannes Ittig, Hieronymus Kromayer und Georg Weigel. Seine Examensarbeit trug den Titel Disputatio de qualitatibus occultis in genere. Das Magisterexamen schloss er am 28. Januar 1652 ab. Seine Dissertation legte er, ebenfalls in Leipzig, am 21. August 1652 vor und verteidigte sie „mit Ruhm“: De Musica Theoretica.
Die erste solide musikalische Ausbildung erhielt er am Gymnasium in Bautzen durch den dortigen Kantor Samuel Becker. Es schlossen sich Studien bei David Cichorius an. Während seiner Studienzeit in Leipzig nahm Nathusius 1649/1650 schließlich Privatunterricht im Komponieren beim Thomaskantor Tobias Michael.

### Beruf
Noch während seiner Studienzeit wurde er am 23. August 1650 als Kantor der Stadtschule St. Nikolai berufen. Dieses Amt übte er bis zu seinem Tode 27 Jahre später aus. Sein Nachfolger als Nikolaikantor wurde am 31. März 1677 Gottfried Vopelius, der Verfasser des berühmten Neuen Leipziger Gesangbuches, der die Stelle bis 1715 behielt.

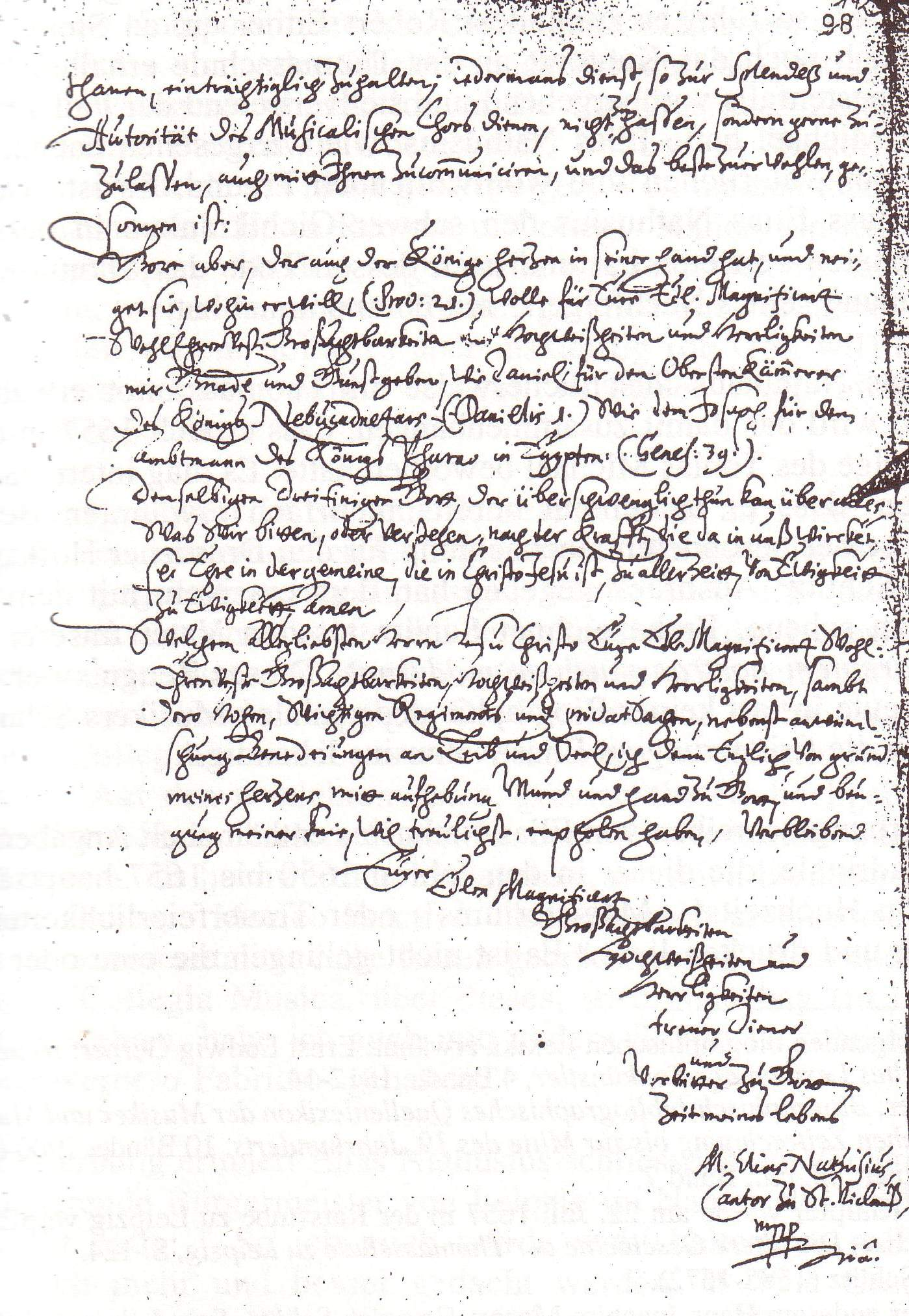
Auszug aus dem Bewerbungsschreiben des Elias Nathusius um das Thomaskantorat in Leipzig aus dem Jahre 1657 (letzte Seite)

Bis 1755 war die Leipziger Nikolaikirche die offizielle Hauptkirche der Stadt. Dann wurde sie von der Thomaskirche abgelöst, an der Johann Sebastian Bach (1685–1750) als Kantor tätig gewesen war. Die 1395 gegründete Nikolai-Schule war die Schule des wohlhabenden Leipziger Bürgertums. Entsprechend prestigeträchtig war die Stelle des Nikolaikantors. Zu den beruflichen Pflichten des Kantors gehörten die Ausbildung von Chorsängern sowie das Abhalten wissenschaftlicher Lehrstunden in den höheren Schulklassen. Der Rektor der Nikolaischule war damals Johannes Hornschuch, ein weiterer Lehrer Jakob Thomasius (1622–1684). Dessen Sohn Christian Thomasius (1655–1728), der spätere Philosoph und Aufklärer, war Schüler bei Nathusius. Ebenso gehörte zu seinen Schülern der spätere Gelehrte Gottfried Wilhelm Leibniz (1646–1716). Dessen Tante Dorothea Elisabeth Leibniz war die Ehefrau des Tertius an der Thomasschule und Patin eines Kindes von Nathusius. Pate eines weiteren Nathusius-Kindes wurde 1659 auch Sebastian Knüpfer, Kantor der Thomaskirche, mit dem Nathusius befreundet war.
Nathusius komponierte unter anderem neun Madrigale, die zwischen 1650 und 1657 anlässlich von Hochzeits-, Magisteriums- oder Trauerfeiern entstanden. Daneben wurden weitere Werke von ihm verfasst, sowie einige der damals üblichen Trauergedichte für verstorbene, ihm nahestehende Honoratioren der Stadt Leipzig oder Umgebung, wie Richard Nehrhof von Holtzenberg (1612–1660), Canonicus der Stiftskirche in Zeitz, Johann Hülsemann (1602–1661), Canonicus, Hochschullehrer und Pastor oder Johannes Hornschuch (1599–1663), Hochschullehrer und Rektor an der Ratsschule St. Nikolai in Leipzig.

### Bewerbungsschreiben um das Thomaskantorat
Nathusius ist für die Musik- und Kirchengeschichte Leipzigs von besonderer Bedeutung, da sein Bewerbungsschreiben um die Stelle des Kantors der Thomas-Kirche nach dem Tod des bisherigen Stelleninhabers Tobias Michael im Juni 1657 komplett erhalten ist. In diesem Schreiben stellt Nathusius nicht nur sehr ausführlich den eigenen Werdegang dar, sondern gibt einen einmaligen Einblick in die damalige Leipziger Musik-Szene. Unter anderem enthält dieses Schreiben die einzigen Informationen über das Collegium Musicum  des Leipziger Juristen und Ratsherrn Sigismund Finkelthaus, eine der frühesten nachweisbaren privaten Musik-Organisationen der Stadt, in der Nathusius selbst Mitglied war.

### Familie
Am 7. Juni 1653 heiratete Nathusius mit finanzieller Unterstützung der Stadt Leipzig die Maria Magdalena Rahn († 1694), Tochter des Peter Rahn, eines Böttcher-Meisters. Das Ehepaar lebte im „Neuen Haus im Brühl“, das zum Leipziger Frauenkollegium gehörte, und hatte zehn Kinder (Dorothea, Jeremias, Margaretha, Maria Magdalena, Katharina, Elisäus, der Rechtswissenschaftler Christian, Petrus Paul, Isaac Michael und Adam Gottfried). Mit 48 Jahren starb Nathusius und wurde auf einer Begräbnisstelle (Nr. 34) der Universität Leipzig auf dem Alten Johannisfriedhof in Leipzig beigesetzt.

## Werke
siehe Literatur
- Wie schön leuchtet der Morgenstern, 1652 (Kirchenstück)
- Des weis ich fürwar, Wer Gott fürchtet, der wird nach der anfechtung getröstet (Kirchenstück)
- Stehe auf, Nordwind, und komm, Südwind, vermutlich 1658 (Kirchenstück)
- Disputatio de musica theoretica